# Cosmoconus vallis
Cosmoconus vallis là một loài tò vò trong họ Ichneumonidae.